# همن‌درانات تاگور
همن‌درانات تاگور (انگلیسی: Hemendranath Tagore؛ ۱ ژانویهٔ ۱۸۴۴ – ۱ ژانویهٔ ۱۸۸۴) نویسنده بود. وی سومین پسر خانواده تاگور و برادر رابیندرانات تاگور بود. وی بیش از دیگران از رابیندرانات پرستاری کرد و به او بنگالی و انگلیسی آموخت. همن‌درانات در چهل سالگی درگذشت.